# Єруслановка
Єрусла́новка (каз. Еруслановка) — село у складі Буландинського району Акмолинської області Казахстану. Входить до складу Караузецького сільського округу.
Населення — 25 осіб (2021; 54 у 2009, 82 у 1999, 190 у 1989).
Національний склад станом на 1989 рік:
- росіяни — 38 %;
- німці — 35 %.